# Ascorhynchus levivani
Ascorhynchus levivani är en havsspindelart som beskrevs av Turpaeva, E.P. 1994. Ascorhynchus levivani ingår i släktet Ascorhynchus och familjen Ammotheidae. Inga underarter finns listade i Catalogue of Life.